# Покащов
Пока́щов (укр. Покащів) — село в Олыкской поселковой общине Луцкого района Волынской области Украины.
До 2020 года входило в Киверцовский район.
Код КОАТУУ — 0721885401. Население по переписи 2001 года составляет 633 человека. Почтовый индекс — 45253. Телефонный код — 3365. Занимает площадь 2,839 км².